# Список футбольних клубів Львова
Це список футбольних команд міста Львів. У списку подані всі команди, які виступали в національних професіональних змаганнях (чемпіонат та кубок України, чемпіонат та кубок СРСР, чемпіонат та кубок Польщі), а також призери національних аматорських змагань (чемпіонат та кубок України серед аматорів, чемпіонат та кубок УРСР серед КФК).

## Клуби

### 1900-ті
І. ВЦКС «Чарні» Львів (1903)
ЛКС «Лехія» Львів (1903)
ЛСК «Погонь» Львів (1904)
УСК (1906)
ЄСК «Гасмонея» Львів (1908)

### 1910-ті
ЛКС «Спарта» Львів (1910)
СТ «Україна» Львів (1911)

### 1920-ті
РСК Львів (1922)
ЛСК «Віс» Львів (1923)

### 1940-ві
ФК «Спартак» Львів (1940)
ФК «Динамо» Львів (1940)
СКА Львів (1949)

### 1960-ті
ФК «Сільмаш» Львів (1961)
ФК «Карпати» Львів (1963)

### 1990-ті
ФК «Львів» (1992)
ФК «Карпати-2» Львів (1997)

### 2000-ні
ФК «Галичина-Карпати» Львів (2001)
ФК «Рух» Винники/Львів (2003)
ФК «Львів» (2006)
ФК «Галичина» Львів (2007)
ФК «Львів-2» (2009)

### 2010-ті
ФК «Опір» Львів (2012)

### 2020-ті
ФК «Карпати» Львів (2020)